# Kempas Jaya (Senyerang)
Kempas Jaya is een bestuurslaag in het regentschap Tanjung Jabung Barat van de provincie Jambi, Indonesië. Kempas Jaya telt 3129 inwoners (volkstelling 2010).